# Tiraszpol
Tiraszpol (moldáv cirill: Тираспол, oroszul: Тирасполь, románul: Tiraspol, ukránul: Тирасполь) Moldova második legnagyobb városa, a de facto független Dnyeszter Menti Köztársaság fővárosa és közigazgatási központja, a Dnyeszter folyó keleti partján. Regionális könnyűipari központ, bútorgyártással és elektronikai iparral.

## Etimológia
Neve két szóból áll: Tirasz a Dnyeszter ókori görög neve volt; a pol a „város” jelentésű görög polisz szóból rövidült.

## Népessége
| Lakosok száma | 28 908 | 38 000 | 63 000 | 105 000 | 132 200 | 154 000 | 173 000 | 204 000 | 192 100 | 133 807 |
|               | 1910   | 1939   | 1959   | 1970    | 1975    | 1983    | 1987    | 1995    | 1998    | 2014    |

## Története
A várost 1792-ben Alekszandr Vasziljevics Szuvorov orosz tábornok alapította. Alapításának évfordulóját a város minden év október 14-én ünnepli.